# La situació de la classe obrera a Anglaterra
La situació de la classe obrera a Anglaterra és un dels llibres més coneguts de Friedrich Engels. Escrit en alemany (Die Lage der Arbeitenden Klasse in England), és un estudi de les condicions de vida dels treballadors en l'Anglaterra victoriana. L'assaig es considera un relat clàssic de la condició dels treballadors en la indústria. Originàriament destinat al públic alemany, es publicà el 1845.
L'obra fou traduïda a l'anglés amb el títol The Condition of the Working Class in England, el 1885, per la reformista estatunidenca Florence Kelley. Amb el vistiplau d'Engels, es publicà a Nova York (1887) i a Londres (1891). L'edició anglesa aparegué amb un nou pròleg de l'autor, el 1892.
Fou la primera obra d'Engels, la va escriure entre el 1842 i el 1844, durant la seua estada a Manchester, que era llavors el cor de la Revolució Industrial. Engels confegí l'assaig a partir de les seues observacions i relats detallats que va obtenir. El resultat en fou un document sobre la condició de penúria en què vivien els treballadors industrials d'Anglaterra.
Fill major d'un pròsper industrial tèxtil, Engels s'implicà en el periodisme radical quan encara era adolescent. Després de traslladar-se a Anglaterra, es feu encara més radical després de presenciar els efectes de la Revolució Industrial. Llavors, va entaular relació amb Karl Marx, que duraria tota la vida.

## Sinopsi
Engels registra, per exemple, que la mortalitat per malalties, així com la mortalitat entre els obrers, era més alta a les ciutats industrials que a les zones rurals. En ciutats com Manchester i Liverpool, la mortalitat per verola, xarampió, escarlatina i tos ferina era quatre voltes més elevada que en les àrees rurals de la rodalia, i la mortalitat per convulsions era deu voltes més alta que al camp. Endemés, la taxa de mortalitat a Manchester i Liverpool era molt més elevada que la mitjana estatal. Un exemple interessant se'n refereix a l'evolució de les taxes de mortalitat a la ciutat industrial de Carlisle. Abans de la introducció dels molins de vapor (1779-1787), 4.408 de cada 10.000 nens morien en els primers cinc anys de vida. Després de la introducció dels molins, el nombre va augmentar-ne fins a 4.738. Aíxí, abans de la introducció dels molins, 1.006 de cada 10.000 adults morien abans de complir els 39 anys. Després de la introducció dels molins, la mortalitat passà a 1.261 de cada 10.000.

## Influència
L'anàlisi de Engels va influir molt en els historiadors britànics centrats en la Revolució Industrial. Engels va estudiar els salaris dels obrers i les seues condicions de vida. Argumentà que els obrers industrials tenien sous més baixos que els seus semblants de l'etapa preindustrial i que vivien en un entorn poc saludable i desagradable. Aquesta anàlisi ha esdevingut una crítica contra la industrialització del qual es van fer ressò molts historiadors marxistes que tractaren la Revolució Industrial en el segle xx.
Lenin qualificà aquest assaig “una de les millors obres socialistes del món”, i “Engels fou el primer a afirmar que el proletariat no és sols una classe que sofreix, sinó que la vergonyosa situació econòmica en què es troba l'impulsa cap endavant i l'obliga a lluitar per la seua emancipació definitiva" i "el proletariat en lluita s'ajudarà a si mateix".
W. O. Henderson i W. H. Chaloner, autors d'una reedició moderna de l'assaig, afirmen que el llibre es basa en evidències incompletes. Tanmateix, entenen que va permetre a Engels guanyar-se una reputació entre els socialistes.